# Reinhold Friedrich
Pour les articles homonymes, voir Friedrich.
Reinhold Friedrich (né le 14 juillet 1958 à Weingarten (Baden)) est un trompettiste allemand. Professeur à l'école supérieure de musique de Karlsruhe, il est également professeur honoraire de la Royal Academy of Music de Londres, et professeur invité de l'Académie Royale de musique d'Aarhus ainsi que de l'école supérieure de musique d'Hiroshima. Il tient le pupitre de trompette solo de l'orchestre du Festival de Lucerne.

### Presse
- Richard Boisvert, « La salle craque pour le trompettiste Reinhold Friedrich », le Soleil, 5 mars 2015.
- Entretien donné à classicpoint.ch (en allemand)